# John Cornell
John Cornell (* 2. Februar 1941 in Kalgoorlie, Western Australia; † 23. Juli 2021 in Byron Bay, New South Wales) war ein australischer Regisseur, Drehbuchautor und Filmproduzent. International bekannt wurde er durch die Kinofilme Crocodile Dundee – Ein Krokodil zum Küssen, Crocodile Dundee II und Beinahe ein Engel.

## Leben und Karriere
John Cornell, geboren 1941 im australischen Kalgoorlie, wuchs in Bunbury im Bundesstaat Western Australia auf. Zuerst legte er seinen beruflichen Fokus auf den Journalismus mit der Berichterstattung für die Zeitung The Daily News über lokale Ereignisse in Perth. Seit Anfang der 1970er Jahre war er im Filmgeschäft in verschiedenen Funktionen tätig, unter anderem als Regisseur, Drehbuchautor und Produzent.
Im Jahr 1971 hatte John Cornell vom Zeitungswesen zum Fernsehen gewechselt und nahm dort einen Job als Produzent für die nächtliche nationale Nachrichtensendung A Current Affair an. Dort wuchs John Cornell in die Rolle des stillen Gesellschafters in der Paul Hogan Erfolgsgeschichte. Als Produzent für das Fernsehnachrichtenmagazin hatte John Cornell Paul Hogan in der neuen Talent-Show New Faces gesichtet und als Komiker und Schauspieler unter Vertrag genommen. 1972 gründeten John Cornell und Paul Hogan JP Productions. 1977 produzierte Cornell für seinen langjährigen Freund schließlich die Fernsehserie The Paul Hogan Show.
1986 gelang John Cornell mit der romantischen Abenteuerkomödie Crocodile Dundee – Ein Krokodil zum Küssen mit Paul Hogan und Linda Kozlowski in den Hauptrollen in seiner Doppelfunktion als Drehbuchautor und Produzent des Films ein Welterfolg. Die Regie hatte der aus Melbourne stammende Peter Faiman übernommen. John Cornell hatte den Film dem Unternehmen 20th Century Fox unter der Führung von Rupert Murdoch zum Verleih angeboten, doch dort lehnte man mit der Begründung ab, dass der Film in Hollywood nicht funktionieren würde. In Paramount Pictures fand sich schließlich ein Verleih. Der Film spielte als Blockbuster weltweit über 300 Millionen Dollar ein. Die nächste Episode der Erfolgsgeschichte um den charmanten australischen Draufgänger inszenierte Cornell als Regisseur mit der Fortsetzung Crocodile Dundee II im Jahr 1988 gleich selbst. Als Regisseur und Produzent des Films legte er im zweiten Teil deutlich mehr Gewicht auf Action und Dramatik.
1990 realisierte er dann mit dem romantischen Drama Beinahe ein Engel ein weiteres Filmprojekt mit Paul Hogan und seiner Frau Linda Kozlowski.
John Cornell hatte zwei Töchter, er lebte mit seiner Frau Delvene Delaney in Australien.
Er starb im Juli 2021 im Alter von 80 Jahren an den Folgen der Parkinson-Krankheit.

## Auszeichnungen
- 1987: British-Academy-Film-Award-Nominierung in der Kategorie Bestes Originaldrehbuch für Crocodile Dundee – Ein Krokodil zum Küssen
- 1987: Oscar-Nominierung in der Kategorie Bestes Originaldrehbuch für Crocodile Dundee – Ein Krokodil zum Küssen
- 1987: BAFTA-Award-Nominierung in der Kategorie Bestes Originaldrehbuch für Crocodile Dundee – Ein Krokodil zum Küssen
- 1987: Saturn-Award-Nominierung in der Kategorie Best Writing für Crocodile Dundee – Ein Krokodil zum Küssen

## Filmografie

### Als Regisseur
- 1988: Crocodile Dundee II'[3]
- 1990: Beinahe ein Engel (Almost an Angel)[4]

### Als Drehbuchautor
- 1973: Da lacht das Känguruh (Fernsehserie, 1 Episode)
- 1975: Hogan in London (Fernsehfilm)
- 1986: Crocodile Dundee – Ein Krokodil zum Küssen (Crocodile Dundee)

### Als Produzent
- 1973: Da lacht das Känguruh (Fernsehserie, 1 Episode)
- 1975: Hogan in London (Fernsehfilm)
- 1986: Crocodile Dundee – Ein Krokodil zum Küssen (Crocodile Dundee)
- 1988: Crocodile Dundee II
- 1990: Beinahe ein Engel (Almost an Angel)